# サンタロール
サンタロール（英: santalol）は、化学式C15H24Oで表されるセスキテルペンアルコールの一種。三環式化合物のα体と二環式のβ体の異性体があり、どちらもビャクダンの精油に含まれる主要な香り成分であるが、稀少であり合成も困難であるため、産業的には代替の合成香料が使われる。α-サンタロールはシクロプロパン環を持ち、1900年代にMichael 'Buffy' Perrettにより発見された。

## 合成法
サンタロールの全合成法について、これまで数多くの研究が行われてきた。α-サンタロールは、イライアス・コーリーによりトリシクロエカサンタラールを出発点としベタイン、パラオキシドホスホニウムイリドを経る方法、住友化学により樟脳を出発点とする方法が研究された。β-サンタロールはエピサンタレンやメチルブテノールから合成する方法が研究されたが、α体β体とも工業的に生産されるには至っていない。
資源としてのビャクダンの保護のため、紅色細菌の一種ロドバクター・スフェロイデスを使った発酵による合成が研究され、BASFは2020年7月に"Isiobionic Santalol"として発売を開始した。原料としてコーンスターチ由来の糖を発酵させているという。